# جاسبر آدامز
جاسبر آدامز (بالإنجليزية: Jasper Adams)‏ هو مؤرخ وفيلسوف وجغرافي أمريكي، ولد في 27 أغسطس 1793، وتوفي في 25 أكتوبر 1841.